# Ernst Barlach
Ernst Barlach (Wedel, 1870. január 2. – Rostock, 1938. október 24.) német szobrász, grafikus, printmaker (rézmetsző, nyomat-készítő), író, drámaíró és festőművész. Habár az első világháború előtti években támogatta a háborút, a benne való részvétel megváltoztatta véleményét, ezután főleg háborúellenes szobrairól vált ismertté. Ez sok konfliktushoz vezetett a náci párton belül, degenerált művészetként jellemezték.
1910-től Güstrowban élt.

## Művei
Szobrai:
- Az éneklő ember (bronz, 1928 de 1930-ban öntöttek ki)
- A menekült (bronz, barna patinával)
- A bosszúálló (bronz, 1914)
- Angyal (1927, háborús emlékműként funkcionáló szobor)
- Boldogok az irgalmasok (1916, amely a nyolcadik boldogmondást ábrázolja)
- Öregasszony sétapálcával (bronz, 1913)
- Reszkető öregasszony (bronz, 1937 körül)
- Ülő lány (porcelán, 1907-08)
- Vándorló halál (1923)
- A magányos (fa, 1911)
- Imádság (bronz, 1931 körül)
- A menekült (bronz, barna patinával, magányos figura)
- Koldus alakja (bronz, barna patinával)

Irodalmi művei:
- A szegény rokon (Der arme Vetter) (dráma)
- Az Új Nap (Der neue Tag) (dráma)
- Haláltánc II (Totentanz II) (dráma)
- És ha a világ tele lenne ördögökkel! (Und wenn die Welt voll Teufel wär!) (dráma)
- Szemben a gonosszal. Ernst Barlach művészete; bev. Bundev-Todorov Ilona, ford. Bor Ambrus; Corvina, Bp., 1973